# Bob Kustra
Robert W. Kustra (né le 21 mars 1943 à Saint-Louis (Missouri), est un homme politique américain, qui fut le lieutenant-gouverneur républicain de l'Illinois de 1991 à 1998. Il démissionne de son deuxième mandat.